# Herbert von Borch (Soziologe)
Herbert Hermann von Borch (* 17. November 1909 in Swatau, China; † 25. Juli 2003 in München) war ein deutscher Soziologe, Journalist und Publizist.

## Kindheit, Jugend und Familie

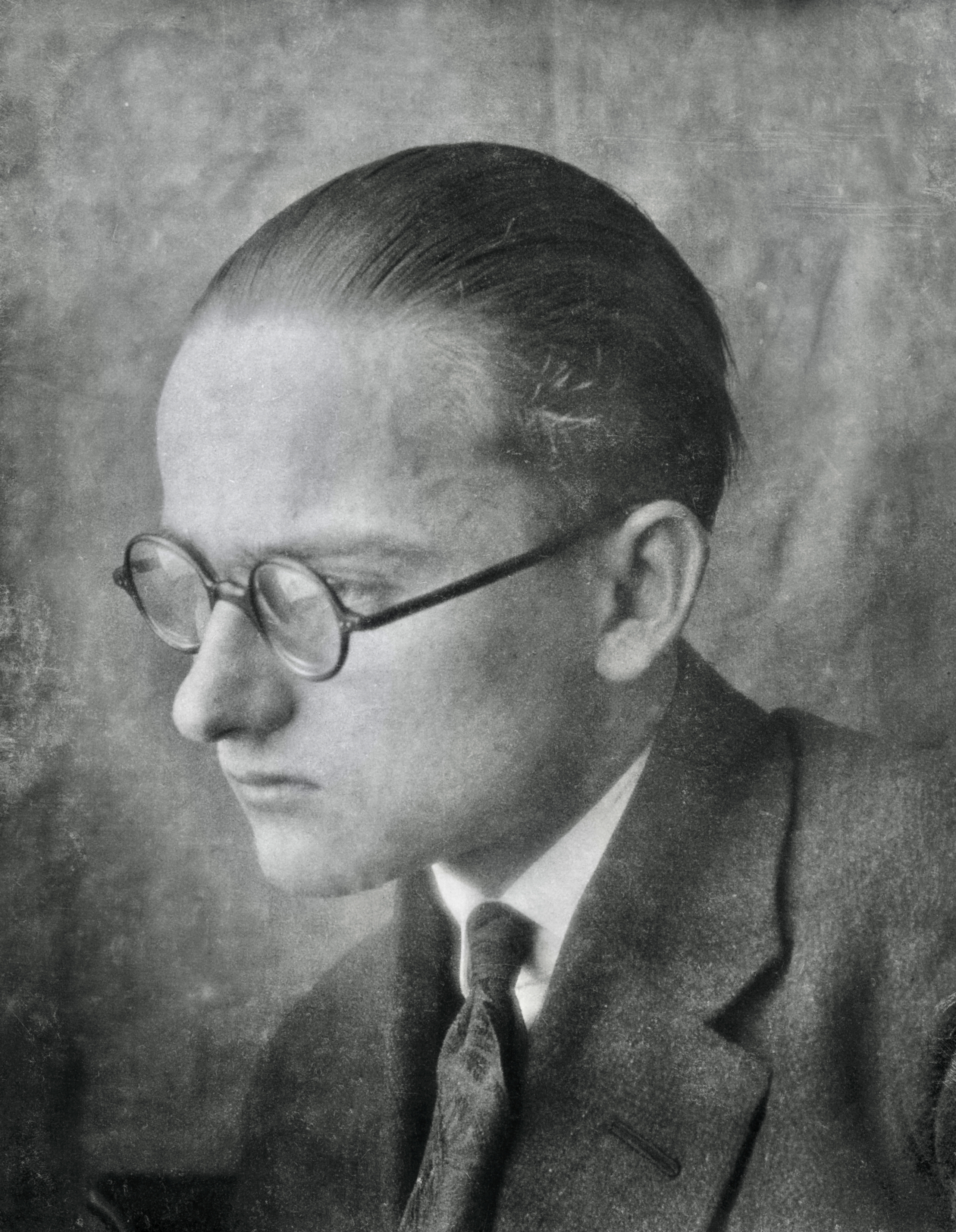
Herbert von Borch jun., um 1927

Er wurde während der deutschen Kaiserzeit als Sohn des damaligen deutschen Gesandten Herbert Kuno Eberhard von Borch in China geboren. Er hatte eine jüngere Schwester, Asta Elsbeth Hildegard (* 18. September 1913 in Berlin). Seine Familie entstammte dem deutschen Uradel. Ungeachtet des Staatsdienstes seines Vaters legten seine Eltern Wert auf eine vom wilhelminischen Schulsystem unabhängige Bildung und Erziehung mit musischen, handwerklichen und sportlichen Schwerpunkten. Sie ermöglichten ihm daher den Besuch des Landerziehungsheimes Freie Schulgemeinde Wickersdorf in Thüringen. Dort erfuhr er im Frühjahr 1920, dass sein Vater in Peking mit China über einen Friedensvertrag mit dem Deutschen Reich verhandelte. Die Deutsch-Chinesische Vereinbarung über die Wiederherstellung des Friedenszustandes wurde schließlich am 20. Mai 1921 unterzeichnet.
Als sein Lehrer und Schulleiter Martin Luserke im Frühjahr 1925 die Schule verließ, um mit seinen Kollegen Rudolf Aeschlimann, Fritz Hafner und Paul Reiner die reformpädagogische Schule am Meer auf der Nordseeinsel Juist zu gründen, gehörte Herbert von Borch zu den sechzehn Wickersdorfer Schülern, die ihren Lehrern dorthin folgten. Seine Eltern stimmten diesem Wechsel zu. Sein Abitur legte er im März 1928 an der Schule am Meer ab. Im selben Jahr wurde sein Vater deutscher Botschafter in China, ein Amt, das er bis 1931 ausübte. Am 12. Mai 1928 wurde auch Asta von der Amerikanischen Schule Tokio kommend nach Juist umgeschult, vermisste aber ihre Eltern und folgte diesen nach Peking.
Herbert von Borch studierte an der Friedrich-Wilhelms-Universität zu Berlin, Frankfurt am Main und Heidelberg u. a. bei Karl Jaspers und promovierte 1933 bei Alfred Weber zu einem soziologischen Thema. Soziologie und Geschichte waren zeit seines Lebens seine Hauptinteressengebiete.

## Berufliche Laufbahn
Als Journalist trat er 1933 in die Redaktion der Deutschen Allgemeinen Zeitung ein, für die er bis 1943 arbeitete, in der Zeitspanne von 1935 bis 1939 als deren Auslandskorrespondent in der italienischen Hauptstadt Rom. Am 1. August 1938 wurde er Mitglied der NSDAP und nahm am 8. September 1939 an der deutschen Botschaft in Rom die Beschäftigung als Mitarbeiter des Pressebeirates auf. Ab Januar des darauffolgenden Jahres erhielt er für diese Tätigkeit einen Dienstvertrag des Auswärtigen Amtes. Zeitnah mit seiner Beendigung der Zusammenarbeit mit der „Deutschen Allgemeinen Zeitung“ wechselte er im Juni 1944 in den Arbeitsbereich des Bevollmächtigten des Großdeutschen Reiches bei der italienischen Regierung als Referent in der politischen und in der Presse-Abteilung.
Nach dem Zweiten Weltkrieg nahm er seine journalistische und publizistische Arbeit wieder auf und gründete 1949 das Periodikum Außenpolitik, das er bei zunächst monatlicher und später vierteljährlicher Erscheinungsweise wechselnd zusammen mit Heinrich Bechtoldt, Waldemar Besson, Kurt Birrenbach, Herbert Gross, Walter Hallstein, Kurt Georg Kiesinger, Erich Kordt, Hans Rothfels, Carlo Schmid, Helmut Schmidt, Wilhelm Wolfgang Schütz oder Hans Georg von Studnitz bis 1998 herausgab. Die englischsprachige Ausgabe hatte den Titel German foreign affairs review.
Zwischen 1953 und 1956 war er der außenpolitische Leitartikler der Frankfurter Allgemeinen Zeitung, in den Jahren 1956 bis 1965 Auslandskorrespondent der Tageszeitung Die Welt in den Vereinigten Staaten mit Sitz in Washington, D.C. Wegen deren veränderter politischer Ausrichtung nach rechts verließ er das Blatt. Herbert von Borch sagte dazu, er habe „in einer Art geistigen Entfremdung zu der Gesamthaltung des Blattes“ gelebt. 1966 wechselte er als USA-Korrespondent zur Süddeutschen Zeitung. Ende der 1970er Jahre kehrte er nach Deutschland zurück.
Das Wochenmagazin Der Spiegel bezeichnete ihn als einen der gescheitesten Beobachter der amerikanischen Szene, das Deutsche Allgemeine Sonntagsblatt rechnete seine tagespolitischen Berichte und soziologischen Analysen aus den USA „zu dem Besten, was überhaupt in der deutschen Presse über Amerika steht“. Die Wochenzeitung Die Zeit bezeichnete ihn als großen Amerika-Kenner. Er habe für eine ganze Generation von Deutschen mit seinen großen, soziologisch unterfütterten Analysen und Reportagen fassbar, vorstellbar und verständlich deren Bild von den Vereinigten Staaten geprägt (Der Tagesspiegel).

## Werke
- Das Gottesgnadentum – Historisch-Soziologischer Versuch über die religiöse Herrschaftslegitimation. Junker & Dünnhaupt Verlag, Berlin 1934
- Mussolini: Leben, Kampf, Staat, Verlag des Italien-Beobachter, Rom 1943
- als Herausgeber: Der Mensch und die grossen Kulturen. Eine Auswahl. Velhagen & Klasing, Bielefeld, Hannover 1951
- Bibliographie zur Geschichte und Soziologie des Beamtentums. Forschungsausschuss für die Wissenschaft von der Politik, Alfred-Weber-Institut für Sozial- und Staatswissenschaften, Heidelberg 1952
- als Übersetzer: Porträt Europas. Deutsche Verlags-Anstalt, Stuttgart 1952
- NATO. Die Struktur der atlantischen Gemeinschaft. Heyne Verlag, München 1953
- Obrigkeit und Widerstand. Zur politischen Soziologie des Beamtentums. Mohr (Siebeck), Tübingen 1954
- als Übersetzer: Berlin – Moskau: Deutschland u. Russland zwischen d. beiden Weltkriegen. Deutsche Verlags-Anstalt, Stuttgart 1954
- mit Alfred Weber: Einführung in die Soziologie. Piper Verlag, München 1955
- Kenryoku to teikô – Kanryôsei no seiji shakaigaku. Misuzu Shobô, Tôkyô 1958
- Die unfertige Gesellschaft. Amerika: Wirklichkeit und Utopie. Piper Verlag, München 1960[10]
- Amerika, die unfertige Gesellschaft. Piper Verlag, München 1961
- Kennedy – Der neue Stil in der Weltpolitik. Piper Verlag, München 1961
- Amerika – Land, volk, cultuur. Het Wereldvenster, Baarn, 1961
- U.S.A., société inachevée. Édition du Seuil, Paris 1962
- The unfinished Society. Hawthorn Books, New York City, 1962
- La società incompiuta – L’America: realtà c utopia. Bompiani, Milano 1965
- Vorwort zu Gangster drängen zur Macht von Robert F. Kennedy. Scherz Verlag, München 1965[13]
- Friede trotz Krieg – Spannungsfelder der Weltpolitik seit 1950. Piper Verlag, München 1966
- USA-China: Glasperlenspiele der Mächtepolitik, 1972
- mit Johann Albrecht Cropp: USA: Zwischen New York u. San Francisco. Süddeutscher Verlag, München 1971, ISBN 978-3-7991-5669-1[14]
- als Hrsg. und Mitautor: Die großen Krisen der Weltpolitik. Eine Dokumentation. Der Kalte Krieg nach 1945 – Indochina – Ungarn – Suez-Kanal – Berlin – Cuba – Prag – Naher Osten. List Verlag, München 1984, ISBN 978-3-471-77155-6
- John F. Kennedy, Amerikas unerfüllte Hoffnung. Piper Verlag, Zürich und München 1986, ISBN 978-3-492-05203-0
- Amerika – Dekadenz und Größe. Fischer Taschenbuch-Verlag, Frankfurt am Main 1986, ISBN 978-3-596-23495-0

## Auszeichnungen
- 1959 – Joseph-E.-Drexel-Preis
- um 1961 – Journalistenpreis für Auslandsberichterstattung der University of California (für sein 1960 erschienenes und in mehrere Sprachen übersetztes Buch Die unfertige Gesellschaft – Amerika: Wirklichkeit und Utopie)[9]
- 1967 – Theodor-Wolff-Preis
- 1992 – Karl-Klasen-Journalistenpreis als erster Träger dieses Preises mit Henry Kissinger als Laudator.